# アタック級潜水艦
アタック級潜水艦（アタックきゅうせんすいかん、英語: Attack-class submarine）とは、オーストラリア海軍がコリンズ級潜水艦の後継艦として計画していた通常動力型潜水艦の艦級。
フランス海軍のシュフラン級原子力潜水艦をベースに動力を原子力から通常動力に変更したもので、2030年代初頭に運用を開始し、2040年代後半から2050年代まで建造される予定であったが、2021年9月にオーストラリア政府はフランスの造船会社ナバル・グループとの契約を破棄し、米国と英国の支援を受けてオーストラリア国内で原子力潜水艦を製造し配備する方針に変更した。

## 開発経緯

### コリンズ級の評価及び後継艦の任務

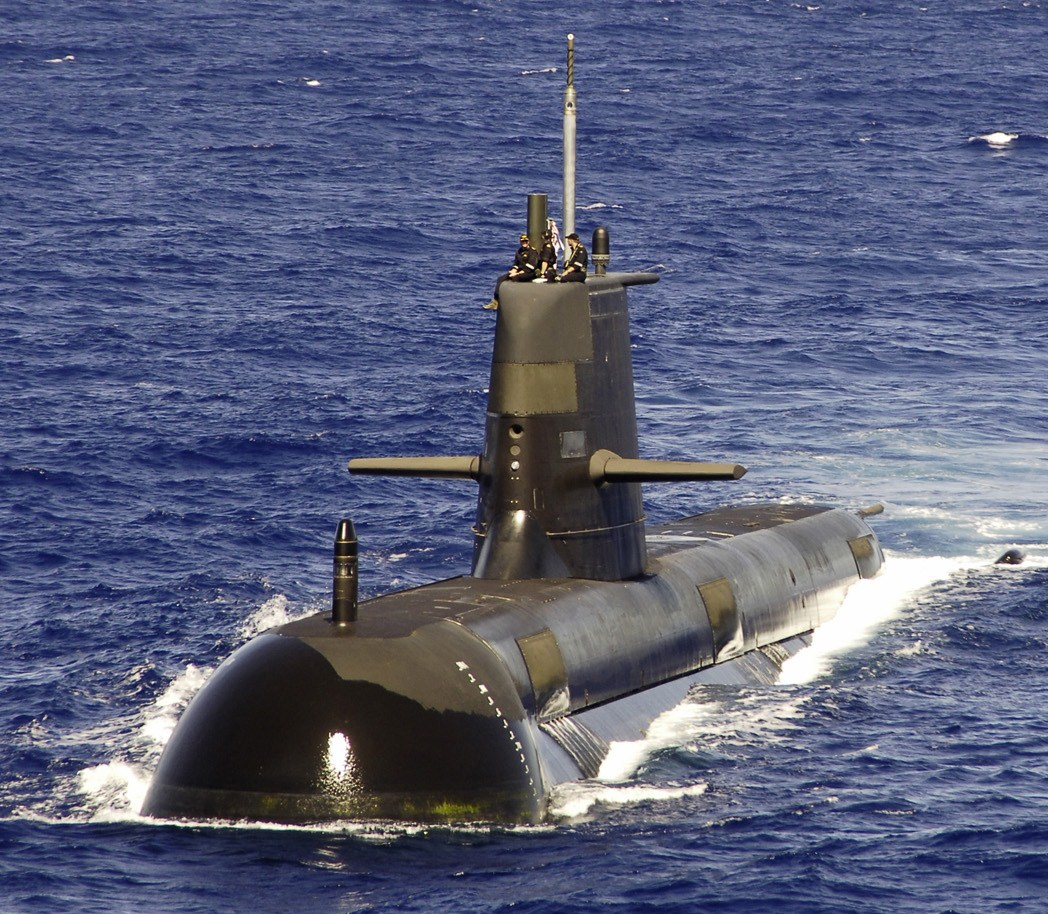
コリンズ級潜水艦

オーストラリアは周囲を海洋に囲まれており、オーストラリア海軍は潜水艦の整備も継続して行ってきた。コリンズ級潜水艦（水中排水量約3,300トン）もその一つで、オベロン級潜水艦の後継として1996年より就役を開始し、2003年までに全6隻が就役した。しかし、コリンズ級は設計段階から様々な問題が指摘されており、騒音は劣悪で、信頼性は低く、故障も頻発し、時には就役可能なコリンズ級がわずか1隻という時すらあった。オーストラリア国内では、コリンズ級の開発は「失敗」とする意見もある。
2000年代後半より、長期計画として、現況の戦力評価も含め、コリンズ級の後継潜水艦に関する検討が開始された。2009年のオーストラリア国防白書においては、後継艦として、2030年代の戦略環境を見据え、必要に応じ遠海域での作戦行動も行える通常動力型潜水艦の取得を目指すとされた。現用のコリンズ級は改良を行いつつ、28年間の運用を予定しており、7年程度の艦歴延長が可能と考えられているため、2020年代か2030年代より後継艦が就役することとなる。この後継艦計画は、"SEA1000"計画とも呼称された。
後継艦は、アジア地域の軍事力近代化に対応するため、12隻の取得を構想しており、任務として対潜・対水上艦船攻撃能力、戦略打撃能力、機雷敷設及び探知能力、情報収集、特殊部隊の潜入・脱出支援、戦場情報収集支援等が求められている。

### 後継艦の検討
既存潜水艦の改設計や、コリンズ級の能力向上型、完全新設計の案が検討されたが、2014年時点のオーストラリア国防相デイヴィッド・ジョンストンのコメントでは、コリンズ級改と新設計案が主に検討されており、2,000トン級ではサイズが過小なこと、要求性能は欧州のものとも日本のものともかなり異なっていることも示した。
新設計の場合、原型艦としてドイツのホヴァルツヴェルケ＝ドイツ造船（HDW）の216型潜水艦（構想中、214型潜水艦の拡大・改良型、4,000トン級）や日本のそうりゅう型潜水艦（2009年就役開始、水中排水量4,000トン）が有力候補に挙げられていた。また、スウェーデンのA26型潜水艦の拡大型（構想中）も売り込みを行っていた。

### 各国の売り込み
オーストラリアは原子力の軍事利用を禁止しているため原子力潜水艦は導入できないが、活動海域が広いため大型の通常動力潜水艦を希望していた。
日本のそうりゅう型は、オーストラリア側の意向（大型かつ通常動力）に近いほか、2014年4月1日に武器輸出三原則に代わり防衛装備移転三原則が制定され、潜水艦の輸出が可能となり間もなくの大型案件であることから、注目を浴びていた。オーストラリア政府は、武器管制システムに、コリンズ級でも使用されているアメリカ製のAN/BYG-1を搭載することが求めていることから、そうりゅう型そのものではなく、改良型の共同開発となり、その場合、アメリカも共同開発に加わるという報道もなされていた。アメリカは、日米豪3カ国の武器の相互運用性が強まるとして、そうりゅう型のオーストラリアへの輸出を歓迎していた。
アボット政権は、選挙時の公約の一つに、コリンズ級の次の潜水艦を国内で建造すると表明しており、そうりゅう型の完成型を輸入することは、この公約に反することになる。しかし、アボット首相は地元経済への影響という観点から判断することはないと強調して、あくまで軍事的な観点から判断するとしていた。だが、オーストラリアでは、トヨタ、フォード、ホールデンなどの撤退が相次ぐなど製造業が急速に縮小しており、このような状況で、さらに潜水艦建造という大型案件も外国に奪われる形となれば、アボット政権にはかなりの打撃になる可能性があり、与党内からも潜水艦建造はオーストラリア国内ですべきとの声が出ていた。
しかし、オーストラリアのデイヴィッド・ジョンストン国防相は、国営造船会社ASCには「カヌー造りさえ安心して任せることはできない」と、国内には潜水艦建造技術がないとの「本音」を語っている。この発言は波紋を呼び、ジョンストンの辞任要求が起こった。ジョンストンは、「ASC社員は世界クラスと考えている」と釈明、トニー・アボット首相は、ASCの能力を擁護した。また、オーストラリアには日本の潜水艦を購入すると、中国を刺激するのではないかという懸念があり、日本側にも、機密性の高い潜水艦を他国に輸出することに慎重な意見があった。
なお、日豪政府間では、船舶の流体力学分野に関する共同研究が合意されており、2014年7月8日には「防衛装備品及び技術の移転に関する日本国政府とオーストラリア政府との間の協定」が締結されている。
2014年10月16日、オーストラリアのジョンストン国防相は、江渡聡徳防衛大臣との会談で、オーストラリアが計画する潜水艦建造への協力を正式に要請した。
日本がそうりゅう型をオーストラリアに輸出する際には、オーストラリアの要求や予算に合わせて仕様を変更する可能性が高い。オーストラリアは、現在、日本が2015年から建造を計画しているリチウムイオン電池を使った最新型潜水艦を希望している。
2015年2月20日、アボット首相は次世代潜水艦の調達先について「日本、ドイツ、フランスの中から選ぶ」と明らかにした。建造や保守管理には豪州企業が最大限関わり、地元の雇用や産業を維持する方針も示した。
2015年3月25日、オーストラリアは次世代潜水艦の入札プロセスの開始を発表し、日本、ドイツ、フランスに参加を求めた。これにフランスDCNSは5000トンの原子力潜水艦「バラクーダ級」の動力をディーゼルに変更することを、ドイツティッセンクルップは2000トン級の「214型」を大型化することを提案した。。これについて、オーストラリアの同盟国、アメリカ合衆国の軍当局者は日本製を支持しており、日本が優勢になる可能性が報じられているが、日本は他国との受注競争に巻き込まれる事や、オーストラリア国内で機密性の高い潜水艦を建造するのには消極的との見方がある。
2015年5月18日の国家安全保障会議において、日本は、オーストラリアの新型潜水艦の共同開発・生産国を選ぶ手続きへの参加を決めた。また、一部潜水艦技術を供与することも明らかとされた。
2015年6月15日、フランスの政府高官が、新型潜水艦に関して、日本に共同提案を持ち掛ける可能性を示したとオーストラリアンが報じた。純日本製の導入は中国を刺激する可能性があるが、フランスとの共同提案を受け入れる程度なら、そうした批判も回避できるという。
2015年9月14日、経済政策への不信などが高まり、トニー・アボット首相は退陣し、変わってマルコム・ターンブル政権が発足した。潜水艦の性能を重視していたアボットに比べ、ターンブルは次期潜水艦について雇用問題などからオーストラリア国内での完全建造を考えているとされる。このため、オーストラリア現地建造に積極的なドイツやフランスが有利になっているとの指摘がある。
2015年11月4日、中谷元防衛大臣はマレーシアで、オーストラリアのマライズ・ペイン国防相と会談した。中谷元は、次期潜水艦について、日本が選ばれれば、建造場所などオーストラリア側の要望に柔軟に対応する方針を示した。ペインは「日本の提案は真剣に検討している」と応じた。
2016年1月22日、オーストラリアのアボット元首相の外交アドバイザーだったアンドリュー・シアラーと、アメリカの戦略国際問題研究所副所長のマイケル・グリーンがナショナル・インタレストに寄稿した記事によると「米政府は（公式には）いずれの国にも肩入れしていないが、そうりゅう型は卓越した性能を持ち、米国製の戦闘システムを搭載して日米豪で相互運用すれば長期の戦略的利益になることに疑いはないと、米政府高官や米軍幹部はみている」としている。2016年1月25日、オーストラリアンは「中国の産業スパイから、重要な防衛技術を守る能力がドイツにあるかどうかに深刻な懸念を抱いている」と報じた。

### 機種の決定
2016年4月26日、オーストラリアのターンブル首相により、フランスの提案が選定されたことが正式に発表された。なお、この正式発表の前の4月21日に、複数の豪州メディアが「日本は候補から脱落した」と報じた。この報道について、オーストラリアの警察は、機密情報漏洩の疑いで捜査を開始している。当初は最有力候補であった日本が敗れた原因として、日本案を支持していたトニー・アボット首相の退陣などの豪州政治の変化や、日本が現地製造や技術移転に消極的で、また兵器の国際共同開発経験が乏しいことが懸念材料として受け止められたことが報じられている。また、中国が日本の受注阻止に動いていた可能性が指摘されているが、中国はフランスの受注が正式決定したとの発表後、共産党機関紙の環球時報は「米国の西太平洋戦略を後方から支える戦力になる可能性が非常に高く、中国の安全保障にとってマイナスだ」と批判している。一方で、「『経済は中国、安保は米国』とバランスを取ろうと努力している。そこは日本と違う」とも評価した。
潜水艦12隻全てをオーストラリアで現地建造する方針となり、これはオーストラリアの雇用の創出になる。しかし、人件費の高いオーストラリアでは海外での建造よりもコストが3割高になるため、オーストラリア国内の一部では「人気取り」「選挙対策」「税金の無駄遣い」との批判が出ており、公共放送のABCが「国でなく議席を守るための潜水艦か」と否定的に報じている。ターンブル首相は「安全保障上、国内生産が重要だ」と反論。現地建造に伴うコスト増は「予想ほど巨額でない」と主張した。
DCNSの社長が「フランスの造船所で約4000人の雇用が創出される」と発言したため、オーストラリア国内での建造では無くなったのではないかとオーストラリアで驚きの声が広がったが、フランスのマニュエル・ヴァルス首相は2016年5月2日、「すべての潜水艦がオーストラリアで建造される」と述べた。
2018年12月に艦級名をアタック(Attack)、1番艦名をHMAS Attackとすることが決定した。
2021年6月、フランスを訪れパリでエマニュエル・マクロン仏大統領と会談したスコット・モリソン豪首相は、DCNSから事業を引き継いだフランス政府系の造船会社ナバル・グループ（Naval Group）に向けて､｢今後2年間の設計作業計画を2021年9月の締め切りまでに提出しなければならない｣と警告した｡　また､マクロン仏大統領も､｢政府としても契約を守らせる｣と確約した｡　その後の夕食会談でもモリソン豪首相は､オーストラリア側の不満を伝え､特に豪国防省がフランスとの契約を破棄し､他の国と契約することも検討し始めていることを伝えている。

## コスト
国防当局者によると、アタック級潜水艦12隻の建造と維持に約2,250億ドルの費用がかかると推定されている。これは潜水艦建造の為のインフラ投資を含む建造費800億ドル（2016年に予想されていた500億ドルから上昇した）と物価上昇率を考慮した2080年まで潜水艦の運用、アップグレード費用の合計1,450億ドルを合わせた金額である。
監査長官による監査で、2019年までに費やされた3億9,600万ドルの有用性を国防省が示せず、また、2018年に設置された連邦政府の諮問機関の報告書によると、「現在の計画の代替案を検討する」よう国防省に伝えたとあり。国防省はアタック級潜水艦取得の中止を検討する。
2020年のオーストラリア国立会計監査局によると、2016年に試算された500億豪ドルを現在の為替レート換算した場合、897億豪ドルになると指摘した。

## 計画中止
2021年9月15日、アメリカのバイデン大統領はアメリカ、イギリス、オーストラリアの安全保障協力「AUKUS」の創設に合わせ、アメリカとイギリスがオーストラリアに原子力潜水艦の技術を供与すると発表した。事前情報が無いまま一方的に契約を破棄されフランス政府は、一時駐オーストラリア大使と駐アメリカ大使を引き上げ抗議した。翌16日にはナバル・グループがアタック級建造事業計画の中止を発表した。2022年6月11日、オーストラリアのアンソニー・アルバニージ首相は、ナバル・グループと5億5500万ユーロの損害賠償を支払うことで和解したと明らかにした。

### 新計画
2023年3月18日、AUKUSの首脳会談において原子力潜水艦の供与について以下の内容で合意したと発表した。3カ国は異例とも言える機密性の高い原子力潜水艦の技術共有により中国を牽制している。
- 2030年代前半にアメリカのバージニア級原子力潜水艦3隻をオーストラリアに売却し、必要に応じてさらに2隻を売却する。
- 米英両国の技術などを取り入れた原子力潜水艦を新たに共同開発し、2040年代前半にはオーストラリア海軍に配備する。
- 早ければ2027年には米英両国の軍が運用する潜水艦がオーストラリアに展開する。